# خشاع سليتين (المفرق)
خشاع سليتين منطقة سكنية تقع في لواء البادية الشمالية، محافظة المفرق في الأردن. تنتمي المنطقة لقضاء أم القطين الذي يضم 8 مناطق.

## السكان
يقدر عدد سكانها بـ 1935 نسمة حسب إحصاء 2015.

## الوصلات الخارجية
- دائرة الاحصاءات العامة